# کارولینا بندیکس-بروس
کارولینا بندیکس-بروس (انگلیسی: Carolina Benedicks-Bruce; ۲۸ اکتبر ۱۸۵۶ – ۱۶ فوریهٔ ۱۹۳۵) مجسمه‌ساز، نقاش، حامی هنر و فمینیست اهل سوئد بود.
او از جمله نخستین زنانی بود که در آکادمی سلطنتی هنرهای سوئد پذیرفته شد. بندیکس پس از تحصیل در این آکادمی، به فرانسه رفت؛ ابتدا برای ادامهٔ تحصیل و سپس برای زندگی و کار در مستعمرهٔ هنرمندان در گره-سور-لوئن که در آنجا با همسر آینده‌اش، نقاش کانادایی ویلیام بلر بروس، آشنا شد. او پس از ازدواج، به همراه همسرش به سوئد بازگشت و در جزیرهٔ گوتلاند ملک هنرمندان بروس‌بو را بنیان نهادند؛ ملکی که بعدها به عنوان منطقه‌ای حفاظت‌شده شناخته شد. بندیکس-بروس همچنین در زمینهٔ حفاظت از میراث فرهنگی، حق رأی زنان، و تأسیس سازمان داوطلبانهٔ دفاعی زنان سوئد فعالیت داشت.

## زندگی و تحصیلات
کارولینا بندیکس در ۲۸ اکتبر ۱۸۵۶ در استکهلم به دنیا آمد. پدرش ادوارد اتو بندیکس، مالک کارخانهٔ آهن‌سازی گیسینگ در ساندویکن بود و مادرش کارولینا شارلوتا کانتسلر نام داشت. برادرش گوستاو بندیکس کارخانه را به ارث برد و عضو ریکسداگ شد. او همچنین چند خواهر و برادر ناتنی داشت، از جمله کارل بندیکس که فیزیک‌دان مشهوری شد.
کارولینا در خانواده‌ای با گرایش‌های هنری رشد یافت؛ مادر بزرگ و دایی‌هایش از جمله اکسل لئوپولد کانتسلر و یوهان اسکار کانتسلر، هنرمند بودند. او ابتدا در مدرسهٔ زنان آکادمی هنر با راهنمایی آگوست مالمستروم آموزش دید، سپس در ۱۸۸۱ وارد آکادمی سلطنتی هنرهای سوئد شد و تا ۱۸۸۵ در آنجا تحصیل کرد. او نخستین زنی بود که در رشتهٔ مجسمه‌سازی این آکادمی پذیرفته شد.

## فرانسه
در دوران تحصیل، بندیکس با هیلما آف کلینت و گردا ریدبرگ آشنا شد و در ۱۸۸۳ با آنان به فرانسه رفت. آن‌ها مدتی در پاریس ماندند و سپس به مستعمرهٔ هنری گره-سور-لوئن رفتند. پس از بازگشت به سوئد و اتمام تحصیل، بندیکس دوباره به فرانسه رفت و زیر نظر الکساندر فالگی‌یر آموزش مجسمه‌سازی دید. در مستعمرهٔ گره، او با هنرمندان بزرگی چون کارین برگئو لارشون، کارل لارشون، برونو لیلفورس، کریستیان کروگ و پدر سورن کرویر آشنا شد و در نمایشگاهی به نام Le Salon des Opposants شرکت کرد.
او به عنوان زنی مستقل، تحصیل‌کرده و ثروتمند، در میان هنرمندان مرد جوان از طبقات اجتماعی پایین‌تر جایگاه ویژه‌ای داشت.

## زندگی در سوئد
کارولینا بندیکس در سال ۱۸۸۵ با ویلیام بلر بروس ازدواج کرد و پس از مدتی اقامت در فرانسه، به سوئد بازگشتند. در گوتلاند، آن‌ها ملک «بروس‌بو» را تأسیس کردند که هم اقامتگاه شخصی‌شان و هم محلی برای گردهمایی هنرمندان بود. بروس‌بو بعدها به عنوان منطقه‌ای فرهنگی و طبیعی حفاظت‌شده شناخته شد. پس از مرگ شوهرش در سال ۱۹۰۶، بندیکس برای حفاظت از میراث او تلاش فراوانی کرد و مدیریت املاک را نیز بر عهده گرفت.

## آثار هنری
از جمله آثار برجستهٔ بندیکس می‌توان به مجسمه‌ها و پرتره‌هایی اشاره کرد که در دوران اقامت در فرانسه و سوئد خلق کرد. آثار او بارها در سالن پاریس، نمایشگاه‌های استکهلم و هنسکا گالرین به نمایش گذاشته شدند. او پرتره‌هایی از کودکان، زنان محلی و مناظر طبیعی خلق کرد که تأثیراتی از امپرسیونیسم در آن‌ها دیده می‌شود.

## فعالیت‌های اجتماعی
بندیکس-بروس از فعالان برجستهٔ جنبش حق رأی زنان در سوئد بود و در تأسیس سازمان داوطلبانهٔ دفاعی زنان سوئد مشارکت داشت. او همچنین به حفظ بناهای تاریخی ویسبی و چشم‌اندازهای طبیعی گوتلاند علاقه‌مند بود. بندیکس از حامیان آموزش هنری برای زنان بود و از هنرمندان جوان حمایت می‌کرد.

## درگذشت و میراث
کارولینا بندیکس-بروس در ۱۶ فوریهٔ ۱۹۳۵ در گوتلاند درگذشت. او در ملک بروس‌بو به خاک سپرده شد. میراث او شامل آثار هنری، نوشته‌ها، و فعالیت‌های فرهنگی و اجتماعی گسترده‌ای است که نقش مهمی در پیشرفت هنر و حقوق زنان در سوئد ایفا کرد. ملک بروس‌بو امروزه به عنوان یک مرکز فرهنگی، گالری هنری و موزه مورد بازدید قرار می‌گیرد.